# Varzese
La varseze est une race bovine italienne. Elle est aussi appelée tortonese ou encore ottonese.

## Origine
Elle est la seule race autochtone de la région de Lombardie, peu diffusée hors de sa région. Elle tire son nom du village de Varzi. 
Elle pourrait descendre d'une population bovine antérieure à l'empire romain : une hypothèse la fait descendre des races fauves et blondes d'Espagne, amenées en Italie par l'armée d'Hannibal Barca en -218. Cette population bovine aurait été métissée avec des bovins venus avec les Lombards au VIe siècle. 
Bien adaptée à son terroir d'élevage, elle a atteint son apogée dans les années 1960, avec 40 000 individus. 
Ensuite, les effectifs ont fondu pour descendre en dessous des 100 animaux. (73 en 1998) La cause de cette désaffection est liée à la mécanisation de l'agriculture et à l'exode rural. Le livre généalogique a été ouvert en 1985 lors de la création du registre anagraphique des races bovines autochtones et groupes ethniques à diffusion limitée. Les mesures de préservation ont permis de faire remonter la population à 331 bovins en 2014. Entre 2008 et 2013, un travail de préservation a permis de congeler 1 222 embryons et la semence de 5 taureaux.
Elle porte les noms de varzese dans la province de Pavie, ottonese dans la province de Piacenza, montana dans la Gènes ou tortonese dans la province d'Alexandrie. Outre les noms cités, elle peut aussi porter les noms de bianca, bianca tortonese, montagnina ou cabellotta.

## Morphologie
Elle porte une robe froment-fauve. C'est une race de taille moyenne ; la vache mesure 135 cm au garrot pour 350 kg, et le taureau 145 cm pour 500 kg.

## Aptitudes
C'est une race anciennement classée à triple aptitudes: lait, viande et force de travail. C'est cette absence de spécialisation qui lui a porté préjudice: elle n'est rentable dans aucune de ses qualités. C'était sa polyvalence qui en faisait une race intéressante. 
Sa production laitière moyenne est de 3 200 kg sur une lactation de 280 jours, avec une proportion de matière grasse de 4 %. Au XXIe siècle, elle est classée race bouchère.
C'est une race rustique. Sa grande longévité permet de présenter des vaches en production de 15 à 20 ans. Les animaux sont peu regardants sur leur nourriture, valorisant des pâturages incultes et parfois à terrains pentus. La en plein air intégral est courante et le passé d'animal de trait a donné une race à la viande savoureuse et maigre.

## Sources